# Gil Gerard

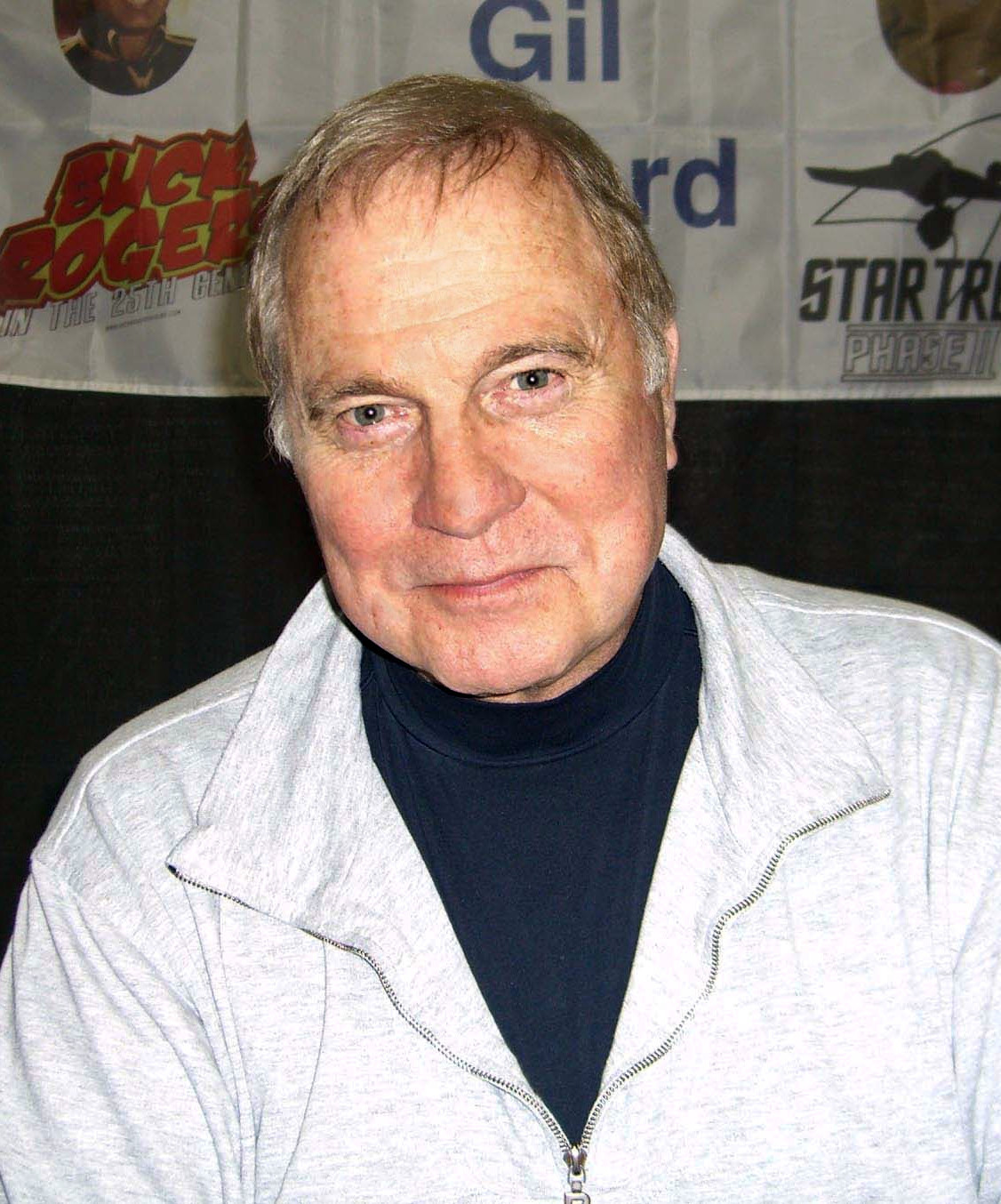
Gil Gerard (2009)

Gil Gerard (* 23. Januar 1943 in Little Rock, Arkansas) ist ein US-amerikanischer Schauspieler. Er spielte in mehreren Kinofilmen, darunter Der Mann auf der Schaukel, Verschollen im Bermuda-Dreieck oder Hooch. Hauptsächlich bekannt wurde er jedoch Ende der 1970er Jahre durch seine Rolle des Captain Buck Rogers in der gleichnamigen populären US-amerikanischen Science-Fiction-Fernsehserie.

## Leben und Karriere
Gil Gerard wurde 1943 in Little Rock, im Bundesstaat Arkansas als Sohn einer Hochschullehrerin und eines Handlungsreisenden geboren. Während seiner Schulzeit an der Little Rock Catholic High School for Boys, begann er sich für die Schauspielerei zu interessieren. Im Jahr 1960 besuchte er das Maryknoll Seminar in Glen Ellyn, Illinois und spielte die Titelrolle in der Produktion von The Music Man. Später studierte Gerard an der University of Central Arkansas, brach jedoch sein Studium vor dem Abschluss ab. Gerard schlug zunächst die Laufbahn des Industriechemikers ein und stieg innerhalb weniger Jahre zum Regional Manager eines großen Chemieunternehmens auf, das unter der Leitung von Gouverneur Winthrop Rockefeller stand. Als ihm der weitere berufliche Aufstieg zum Vizepräsidenten aufgrund seines fehlenden Akademischen Grades jedoch verwehrt blieb, kündigte er.
Später ging er dann nach New York, wo er tagsüber Drama studierte und des Nachts als Taxifahrer arbeitete. Schließlich gelang ihm der Einstieg in die Film- und Fernsehbranche über Werbespots, unter anderem als Sprecher der Ford Motor Company. Nach ersten kleineren Rollen zu Beginn der 1970er Jahre in Spielfilmen wie Some of My Best Friends Are 1971 von Regisseur Mervyn Nelson und dem Thriller Der Mann auf der Schaukel (1974) von Regisseur Frank Perry, etablierte er sich mit einer herausgehobenen Rolle als Dr. Alan Stewart von 1974 bis 1976 in der Fernsehserie The Doctors.
Anschließend gründete er mit Partnern seine eigene Produktionsfirma und realisierte mit der Actionkomödie Hooch 1977 seinen ersten eigenen Spielfilm als Produzent, Hauptdarsteller und Co-Autor. Zu dieser Zeit lernte er auch den Regisseur und Schauspieler Michael Landon kennen, der ihn zuerst in seiner Serie Unsere kleine Farm und ein Jahr später 1978 als Hauptdarsteller in seinem TV-Drama Schreiendes Unrecht besetzte.
Nach den vorangegangenen Erfolgen und dem gewachsenen Bekanntheitsgrad bot man Gil Gerard schließlich die Rolle des Captain William Buck Rogers in der von Glen A. Larson produzierten Science-Fiction-Fernsehserie an, die zwischen 1979 und 1981 entstand. Seit dieser Zeit verbindet ihn eine gute Freundschaft mit seiner Schauspielerkollegin und Co-Partnerin der Serie Erin Gray, die die Rolle der Colonel Wilma Deering spielte.
In den 1980er und 1990er Jahren spielte Gil Gerard zahlreiche Hauptrollen in Fernsehfilmen und hatte mehrere Gaststar-Auftritte in populären US-amerikanischen TV-Serien wie in Wilde Brüder mit Charme! oder Big Easy – Straßen zur Sünde.
In den 2000er Jahren drehte er einige Filme mit dem Regisseur Fred Olen Ray, darunter den Actionfilm Air Rage – Terror in 30.000 Feet. Im Jahr 2016 spielte er unter der Regie von Shane Black die Rolle des Bergen Paulsen in der Neo-Noir-Filmkomödie The Nice Guys.
Gerard war von 1979 bis 1987 mit der Schauspielerin Connie Sellecca verheiratet. Aus dieser Ehe stammt ein gemeinsamer Sohn.

## Filmografie (Auswahl)

### Kino
- 1971: Some of My Best Friends Are
- 1974: Der Mann auf der Schaukel (Man on a Swing)
- 1977: Verschollen im Bermuda-Dreieck (Airport '77)
- 1977: Hooch
- 1979: Buck Rogers (Buck Rogers in the 25th Century)
- 1980: Chips - TV-Serie - Folge 75. Staffel 4, Folge 6. Unter dem Felsen, Teil 2. (Great 5K Star Race, Part 2)
- 1991: Soldier’s Fortune
- 1996: Looking for Bruce
- 1999: Fugitive Mind – Der Weg ins Jenseits (Fugitive Mind)
- 2001: Hijackers – Auf Leben und Tod (Air Rage)
- 2009: Dire Wolf
- 2012: Blood Fare
- 2016: The Nice Guys
- 2016: Surge of Power: Revenge of the Sequel
- 2019: Space Captain and Callista

### Fernsehen
- 1974–1976: The Doctors (Fernsehserie)
- 1977: Unsere kleine Farm (Fernsehserie, 1 Folge)
- 1978: Schreiendes Unrecht (Killing Stone)
- 1979–1981: Buck Rogers (Buck Rogers in the 25th Century, Fernsehserie, 32 Folgen)
- 1982: Der Leihvater (Help Wanted: Male)
- 1982: Auf einmal ist es Liebe (Not Just Another Affair)
- 1984: Herz ist Trumpf (For Love or Money)
- 1985: International Airport
- 1986–1987: SideKicks – Karate Kid & Co (Sidekicks, Fernsehserie, 23 Folgen)
- 1989: Nightingales (Fernsehserie, 5 Folgen)
- 1989: Blutige Skizzen (Final Notice)
- 2007: Nuclear Hurricane
- 2007: The Bone Eater (Bone Eater)
- 2009: Die Geisterstadt (Ghost Town)
- 2009: Reptisaurus
- 2011: The Lost Valentine
- 2013: Star Trek: New Voyages (Fernsehserie, 1 Folge)